# Megan (álbum)
Megan es el tercer álbum de estudio y primer álbum homónimo de la rapera estadounidense Megan Thee Stallion, que salió a la venta el 28 de junio de 2024. Es el primer álbum de Megan que se publica bajo su sello independiente Hot Girl Productions, después de su salida de su antiguo sello 300 Entertainment y 1501 Certified. Está precedido por cuatro sencillos: «Cobra», «Hiss», «Boa» y «Mamushi», con la colaboración del rapero japonés Yuki Chiba. Para promocionar el álbum, Megan se embarcó en el Hot Girl Summer Tour, su primera gira de conciertos como artista principal. La edición Deluxe del álbum titulada Megan Act II fue lanzada el 25 de octubre de 2024. 

## Antecedentes
El 19 de octubre de 2023, 1501 Certified reveló que la compañía y Megan Thee Stallion se han separado mutuamente. Poco después, Megan aclaró en un Instagram livestream, declarando que su álbum sería autofinanciado y «el presupuesto viene de mí».
Conceptualmente, basándose en las imágenes y los títulos de los sencillos, el álbum, aún sin título, supuestamente sigue una temática basada en serpientes. El 23 de octubre, Megan publicó en sus redes sociales un adelanto de su próximo álbum: «Igual que una serpiente muda de piel, nosotros debemos mudar nuestro pasado, una y otra vez». El 2 de febrero de 2024, Megan firmó un acuerdo de distribución con Warner Music Group que le otorgaría el control creativo de un artista independiente, pero el acceso a los recursos de la empresa.

## Lanzamiento y promoción
El 30 de enero de 2024, Megan Thee Stallion realizó una entrevista con Good Morning America, en la que reveló que planeaba realizar una gira para esa próxima temporada de verano. El 20 de marzo, Megan anunció formalmente la gira Hot Girl Summer Tour que comenzará el 14 de mayo en Minneapolis y concluirá el 27 de julio en Washington, D. C.

### Sencillos
El sencillo principal del álbum, «Cobra» fue lanzado el 3 de noviembre de 2023, junto con un vídeo musical dirigido por Douglas Bernardt. Cinco días después, Megan lanzó una remezcla rock de «Cobra» con la banda canadiense-estadounidense de metal alternativo Spiritbox. El sencillo debutó y alcanzó el número 32 en la lista estadounidense Billboard Hot 100.
El segundo sencillo, «Hiss», se publicó el 26 de enero de 2024, junto a un vídeo musical dirigido también por Douglas Bernardt. «Hiss» debutó en lo más alto de la lista Billboard Hot 100, convirtiéndose en el primer sencillo de Megan en solitario en alcanzar el primer puesto de las listas y el tercero en total. También debutó en el número uno de la Billboard Global 200, convirtiendo a Megan en la primera rapera protagonista en debutar en lo más alto de la lista en toda la historia.
El tercer sencillo, «Boa», se publicó el 10 de mayo de 2024. El tema debutó en el número 39 de la lista Billboard Hot 100, convirtiéndose en el tercer sencillo del álbum en el top 40.
El cuarto sencillo, "Mamushi", con la participación del rapero japonés Yuki Chiba, se lanzó en la Urban Radio el 30 de julio de 2024.

## Crítica
En general, el álbum ha recibido críticas favorables por parte de críticos musicales. En Metacritic, que asigna una Puntuación sobre 100 a las críticas de publicaciones profesionales, el álbum tiene una puntuación media de 65 basada en 4 críticas, lo que indica críticas "generalmente favorables". 
Karen Gwee de NME escribió que el proyecto discográfico "fluye con un nivel palpablemente más alto de audacia creativa" encontrándolo más cohesivo que los álbumes anteriores. Gwee escribió que "Megan solía arremeter contra los demás; aquí, pica con venenosa precisión" y "se extiende, extrayendo diferentes aspectos de su identidad y personalidad a su antojo".  Maria Sherman, de Associated Press, también opinó que la rapera "suena tan fuerte como siempre, encima de riffs contundentes y sintetizadores revoloteantes", porque "en este álbum, Megan está más interesada en exorcizar los demonios que le han dado los que la odian".
Rachel Aroesti de The Guardian elogió el flujo "satisfactoriamente enérgico y nítido" de la rapera, en el que explicó que "el mundo de Megan es uno de falsos amigos, relaciones mutuamente adúlteras y traición incesante, espoleada por los celos", que sin embargo "se siente simplemente como el ápice deprimente del aislamiento de este fenómeno del rap opresivamente ombliguista".  Alphonse Pierre de Pitchfork definió Megan como "un álbum desigual tan preocupado por dar a cada tipo de fan exactamente lo que quiere", aunque entendía las "presiones, especialmente en el rap, donde las mujeres que hacen éxitos han sido históricamente descartadas rápidamente".

## Recepción comercial
Megan debutó en el número tres de la lista estadounidense Billboard 200, (ganando 64.000 unidades equivalentes a álbumes, incluidas 16.000 ventas puras).  El álbum también acumuló un total de 62.67 millones de streams bajo demanda de las canciones del álbum. El álbum marca el mayor debut, por unidades, de un álbum de rap publicado por una mujer en 2024, junto con el primer álbum en el top 10 de las listas de ventas de una rapera en 2024.

## Lista de canciones
| Megan track listing |                                                |                         |          |  |
| N.º                 | Título                                         | Producer(s)             | Duración |  |
| 1.                  | «Hiss»                                         | LilJuMadeDaBeat         | 3:12     |  |
| 2.                  | «Rattle»                                       | LilJuMadeDaBeat         | 3:25     |  |
| 3.                  | «Figueroa»                                     | LilJuMadeDaBeat         | 2:23     |  |
| 4.                  | «Where Them Girls At»                          | LilJuMadeDaBeat         | 3:11     |  |
| 5.                  | «Broke His Heart»                              | Tay Keith               | 2:39     |  |
| 6.                  | «B.A.S.» (con Kyle Richh)                      | LilJuMadeDaBeat         | 3:26     |  |
| 7.                  | «Otaku Hot Girl»                               | Bankroll Got It         | 2:38     |  |
| 8.                  | «Find Out»                                     | 30 Roc                  | 2:35     |  |
| 9.                  | «Boa»                                          | LilJuMadeDaBeat         | 2:34     |  |
| 10.                 | «Mamushi» (con Yuki Chiba)                     | Koshy                   | 2:36     |  |
| 11.                 | «Accent» (con GloRilla)                        | Bankroll Got It         | 3:19     |  |
| 12.                 | «Paper Together» (con UGK)                     | Juicy J                 | 3:35     |  |
| 13.                 | «Spin» (con Victoria Monét)                    | xSDTRK                  | 3:07     |  |
| 14.                 | «Down Stairs DJ»                               | Da Honorable C.N.O.T.E. | 2:44     |  |
| 15.                 | «Miami Blue» (con Big K.R.I.T. & Buddah Bless) | Buddah Bless            | 2:37     |  |
| 16.                 | «Worthy»                                       | Freaky Rob              | 2:19     |  |
| 17.                 | «Moody Girl»                                   | Juicy J                 | 2:47     |  |
| 18.                 | «Cobra»                                        | Bankroll Got It         | 2:48     |  |
| 52:00               |                                                |                         |          |  |

| Megan – Amazon Music edition bonus track |                  |          |  |
| N.º                                      | Título           | Duración |  |
| 19.                                      | «It's Prime Day» | 2:04     |  |
| 54:04                                    |                  |          |  |

Notas
- "B.A.S." contiene una muestra de "Out On A Limb" escrita e interpretada por Teena Marie.
- "Otaku Hot Girl" samplea la Cortinilla de la segunda temporada de Jujutsu Kaisen y cuenta con una introducción hablada no acreditada del actor de doblaje estadounidense Adam McArthur, que dobla al protagonista del anime Yuji Itadori..
- "Boa" contiene una muestra de "What You Waiting For?", escrita por Gwen Stefani y Linda Perry e interpretada por Stefani.[20]

## Personal
Músicos
- Megan Thee Stallion - voz principal
- Kyle Richh - voz (pista 6)
- Yuki Chiba - voz (pista 10)
- GloRilla - voz (pista 11)
- UGK - voz (pista 12)
- Victoria Monét - voz (pista 13)
- Big K.R.I.T. - voz (pista 15)
- Buddah Bless - voz (pista 15)
- Diggy Lessard - guitarra (pista 18)

Técnicos
- Colin Leonard - masterización
- Leslie Brathwaite - mezcla (pistas 1-12, 14-18)
- Patrizio "Teezio" Pigliapoco - mezcla (pista 13)
- Shawn "Source" Jarrett - ingeniería
- Todd Robinson - ingeniería (pista 13)
- Dominique "Cookisdope" Cook - asistencia de ingeniería
- Maysin Sexton - asistencia de ingeniería (pistas 1, 3, 5-7, 9-14, 16-18)
- Dani Stephenson - asistencia de ingeniería (pistas 1, 18)
- Derek Spence - asistencia de ingeniería (pistas 2, 7, 15)
- Jean Paul Quintero - asistencia de ingeniería (pistas 4, 8)
- Chris Weaver - asistencia de ingeniería (pistas 6, 11, 12)
- Federico Giordano - asistencia de ingeniería (pista 13)
- Ignancio Portales - asistencia de ingeniería (pista 13)

## Charts
| Chart (2024)                                   | Peak position |
| ---------------------------------------------- | ------------- |
| Australia (ARIA)                               | 94            |
| Australia Australian Hip Hop/R&B Albums (ARIA) | 23            |
| Canadá (Billboard Canadian Albums)             | 53            |
| Nueva Zelanda (RMNZ)                           | 33            |
| Reino Unido (UK Albums Chart)                  | 97            |
| Estados Unidos (Billboard 200)                 | 3             |
| Estados Unidos (Top R&B/Hip-Hop Albums)        | 1             |

## Historial de Lanzamiento
| Región | Fecha                  | Formato(s)                               | Discográfica | Ref.          |
| Varios | 28 de junio de 2024    | CD, Box set, descarga digital, streaming | Hot Girl     | [ 28 ] [ 29 ] |
| Varios | 1 de noviembre de 2024 | LP                                       | Hot Girl     | [ 28 ] [ 29 ] |